# Saint-Laurent-de-Vaux
Saint-Laurent-de-Vaux là một xã thuộc tỉnh Rhône trong vùng Rhône-Alpes phía đông nước Pháp. Xã này nằm ở khu vực có độ cao trung bình 530 mét trên mực nước biển.